# Антиной Альбани
Антиной Альбани (Антиной с виллы Альбани) — древнеримский мраморный барельеф, изображающий греческого юношу Антиноя, фаворита и возлюбленного римского императора Адриана. После своей трагической гибели в 130 году юноша был объявлен богом. В рамках посмертного культа Антиноя в последующие восемь лет (до смерти императора) было изготовлено множество его скульптурных портретов. Этот рельеф изображает юношу в образе бога Сильвана или Вертумна. Иоганн Винкельман назвал его одним из лучших античных портретов. После находки барельеф был размещён на вилле Альбани, где хранится до сих пор и откуда берёт своё название.

## Описание
Барельеф изображает греческого юношу Антиноя по пояс в образе бога Сильвана (или Вертумна, или «гения весны»). Эти культы почитали умирающую и возрождающуюся сущность. Голова Антиноя расположена строго в профиль, он смотрит в левую сторону. Корпус вполоборота развернут к зрителю. Юноша одет в тогу, правый край которой спущен с плеча, так что обнажается широкая рельефная мускулистая грудь. Правое плечо опущено вдоль тела, свободно выступающее над барельефом предплечье согнуто под прямым углом, на нём собрались складки одежды, большой и указательный пальцы распрямлены, остальные полусогнуты. Создаётся впечатление, что в руках юноши в древности могли быть помещены поводья лошадей колесницы, которая везёт его к апофеозу. Левого плеча не видно, предплечье поднято вверх перед собой до уровня плечевого пояса, с кисти свисает венок из лавра и цветов, перевязанный лентой. Такой же венок венчает голову юноши, его ленты спадают сзади, а потом вперёд на плечи по обе стороны от шеи, подчеркивая изящество юноши. Черты лица типичны для иконографии Антиноя: мягкие черты, меланхоличный взгляд, прямой нос, пухлые щёки, чувственные губы, выраженный подбородок, прямые, расчерченные волосками брови и пышная копна больших полулунных локонов, которые закрывают уши.

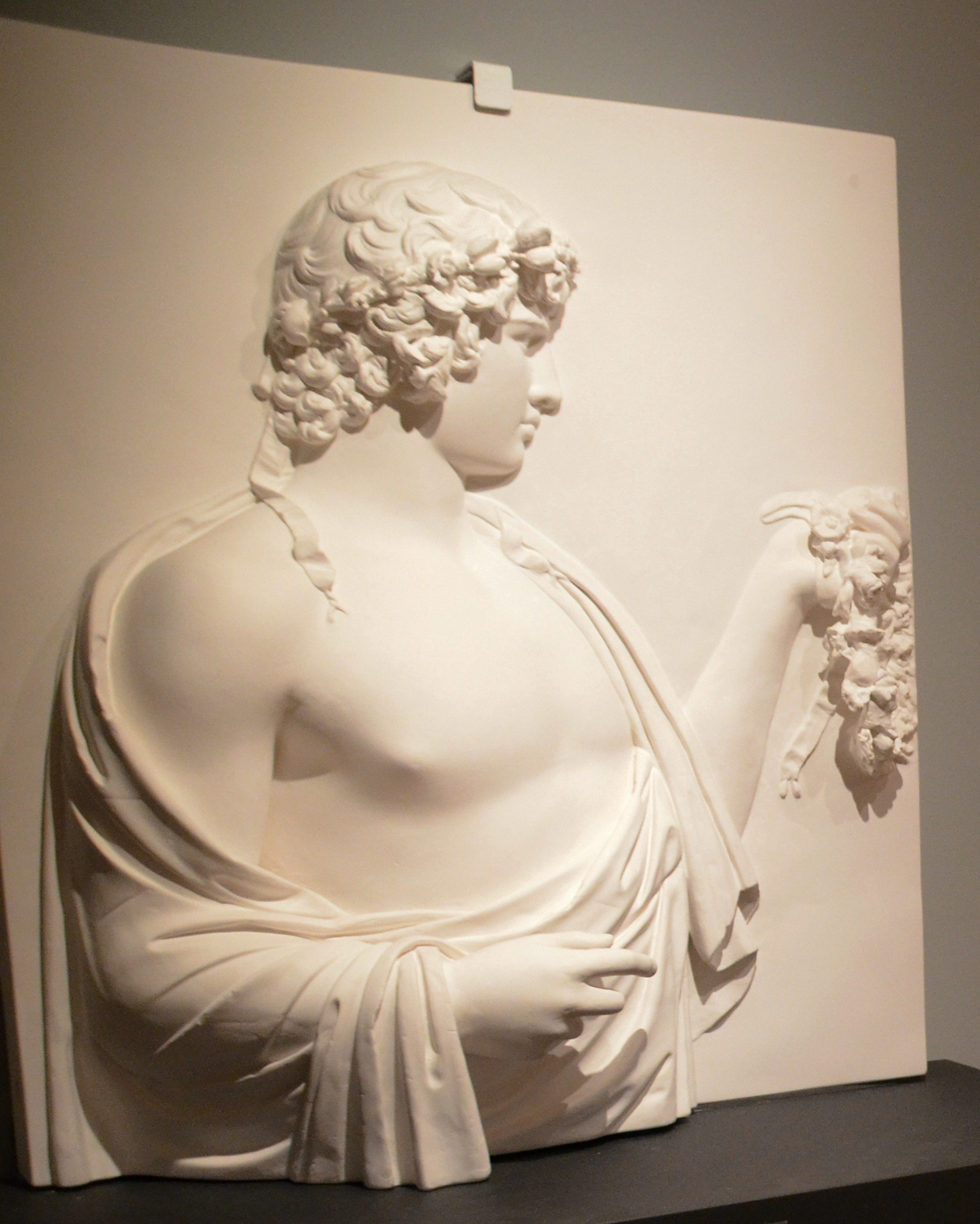
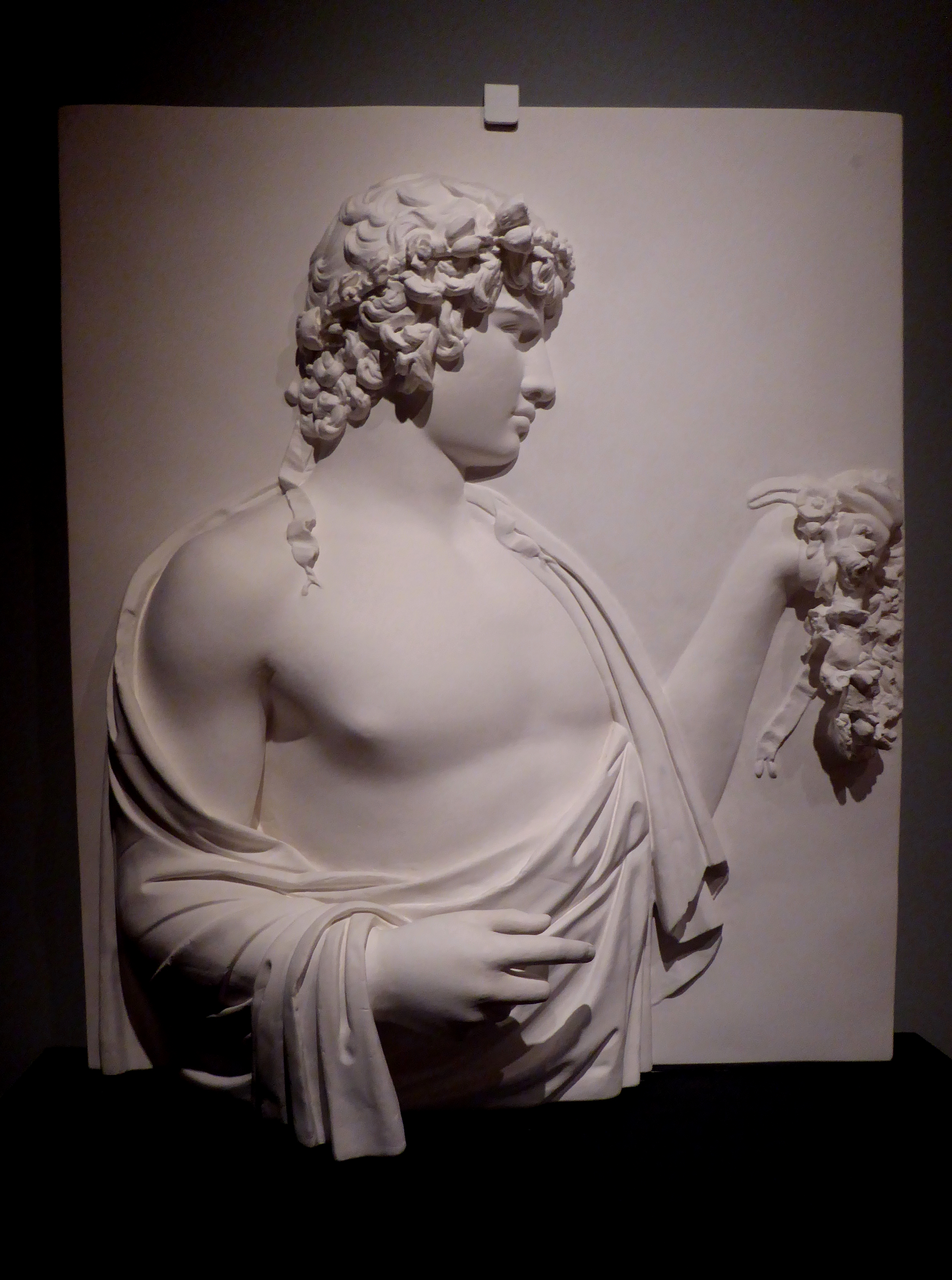
Копия. Барельефа. Мрамор. Музей Эшмола, Оксфорд, Англия
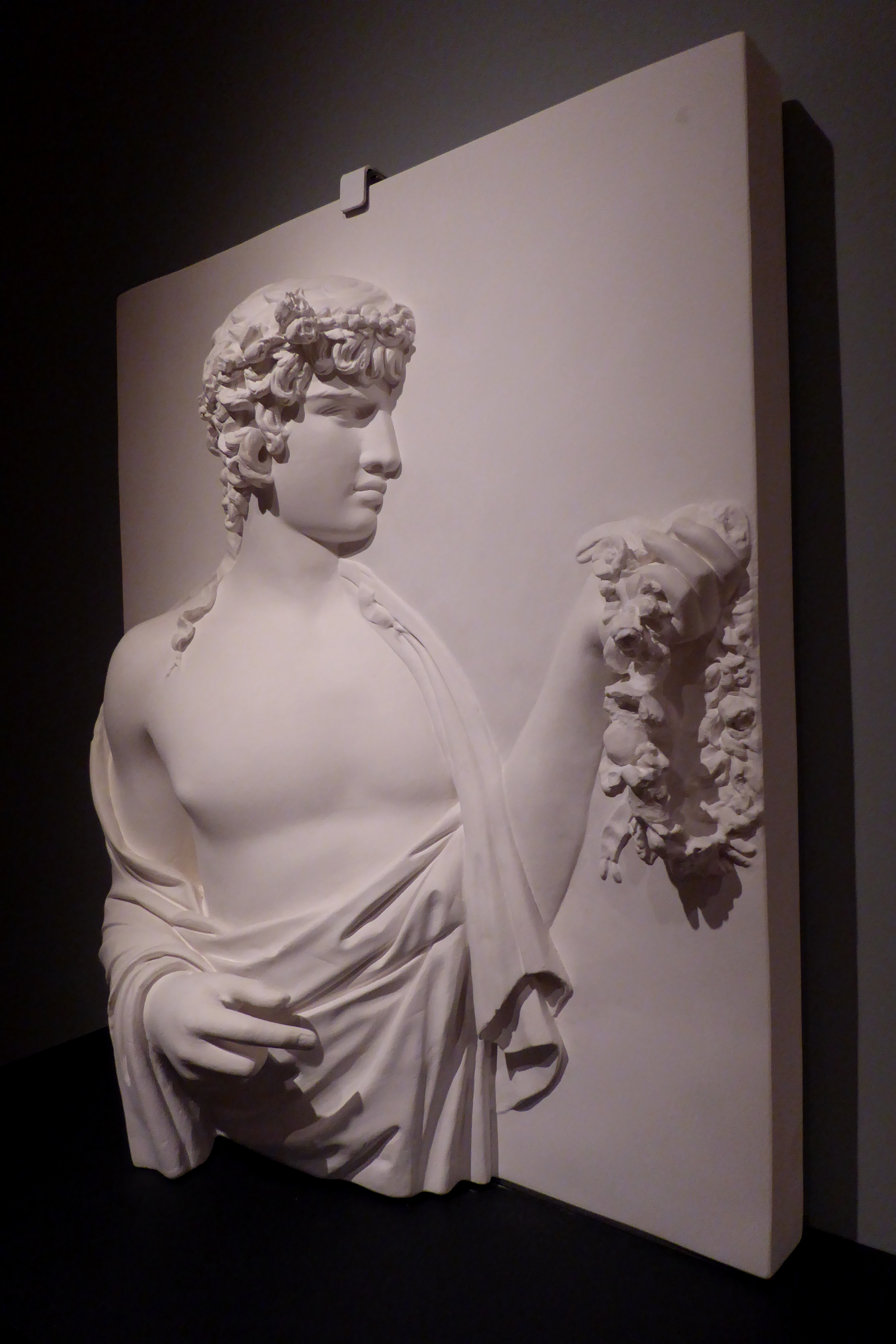

## История и влияние
Барельеф предположительно был найден около 1735 года при раскопках виллы императора Адриана в Тиволи. Он был приобретён кардиналом-мирянином и меценатом Алессандро Альбани. Коллекционер разместил барельеф на Вилле Альбани в Риме. Зал в стиле рококо, где по проекту Карло Маркионни изображение Антиноя вмонтировали над камином, был назван залом Антиноя. В нём барельеф находится до сих пор. Перед монтажом Антиной Альбани был значительно отреставрирован: восстановлены пальцы рук, венок в левой руке, часть локонов и цветков венка на голове. То, что барельеф имеет достаточно хорошую сохранность и неправильно одетую тогу, даёт повод некоторым исследователям подозревать, что это произведение создано итальянским скульптором-реставратором Бартоломео Кавачеппи.
Пользовавшийся покровительством Альбани знаменитый историк и «отец искусствознания» Иоганн Винкельман назвал этот барельеф вместе с бюстом Антиноя Мондрагонского «славой и венцом искусства этого времени и всех времён». Благодаря такой похвале барельеф приобрёл большую известность, став одной из самых знаменитых римских скульптур. Внимание Винкельмана было привлечено в том числе в связи с тем, что сам он был гомосексуалом. На портрете художника Антона фон Марона искусствовед нарисован держащим в руках листок с изображением Антиноя Альбани. «Конкурент» Винкельмана антиквар Доменико Аугусто Браччи разделял восхищение этим произведением. Американский писатель Герман Мелвилл, который вероятно также был гомосексуалом, при посещении виллы 28 февраля 1857 года подробно описал барельеф. Гипсовые слепки с Антиноя Альбани были широко доступны, благодаря чему его слава ещё больше распространилась. Такие реплики хранятся, например, в коллекциях Лувра в Париже, Музея классической археологии в Кембридже, Музея Эшмола в Оксфорде, Государственных художественных собраниях Дрездена и так далее. Изображение Антиноя Альбани часто использовалось при создании камей и медальонов. Знаменитая французская литейная мастерская Барбедьенна выпускала бронзовые плакеты и чаши с этим портретом. Известны реплики из драгоценных металлов.
|                                                           |                                                                         |                                                 |                                                                        |                                                                           |                                    |                                                             |
| Рисунок барельефа до реставрации. 1735. Джузеппе Боттанис | Рисунок барельефа в проекте виллы Альбани. 1755-57 гг., Карло Маркионни | Зал Антиноя. Вилла Альбани. 12 апреля 1907 года | Портрет И. Винкельмана с Антиноем. 1767, Антон фон Марон. Замок Веймар | Портрет молодого человека. 1760–65 гг.. Помпео Батони. Метрополитен-музей | Институт сексуальных наук. 1920 г. | Гемма работы Джованни Пихлера (или его кузена). Музей Гетти |